# Korsør Biograf Teater
Korsør Biograf Teater er en biograf i Korsør. Den blev indviet 30. januar 1907 og er verdens ældste uændrede biograf.
Den blev drevet som almindelig biograf frem til 1992. Herefter overtog en gruppe på 35 frivillige driften.
Guinness Rekordbog havde indtil 2008 registreret biografen Kino Pionier i Stettin i Polen som den ældste, men den er knapt 1 år yngre end biografen i Korsør. Nyheden om at biografen officielt er verdens ældste, ramte dagens aviser den 6. august 2008. I 2019 blev biografen renoveret.